# Новий Путь (Шипуновський район)
Но́вий Путь (рос. Новый Путь) — селище у складі Шипуновського району Алтайського краю, Росія. Входить до складу Красноярівської сільської ради.

## Населення
Населення — 118 осіб (2010; 164 у 2002).
Національний склад (станом на 2002 рік):
- росіяни — 91 %